# بيتر أوبري
بيتر أوبري هو لاعب هوكي الجليد كندي، ولد في 19 مايو 1977 في وندسور في كندا.

## وصلات خارجية
- بيتر أوبري على موقع دوري الهوكي الوطني (الإنجليزية)
- بيتر أوبري على موقع EliteProspects.com (الإنجليزية)
- بيتر أوبري على موقع HockeyDB.com (الإنجليزية)